# Enocean
 (septembre 2012).
Si vous disposez d'ouvrages ou d'articles de référence ou si vous connaissez des sites web de qualité traitant du thème abordé ici, merci de compléter l'article en donnant les références utiles à sa vérifiabilité et en les liant à la section « Notes et références ».
EnOcean est un fabricant et l'inventeur de la technologie radio sans piles qui porte son nom. Son siège se trouve à Oberhaching près de Munich. L'entreprise est fondée en 2001 comme filiale de Siemens S.A et obtient alors le prix de l'innovation 2002 de Bavière, le prix Technology Pioneer 2006 du Forum économique mondial (WEF) et le label de qualité Top Job 2007.
EnOcean emploie actuellement 80 collaborateurs en Allemagne et dans sa filiale EnOcean Inc. en Amérique du Nord.

## La technologie
Un interrupteur EnOcean utilise des cristaux piézoélectriques pour communiquer avec le réseau électrique par voie hertzienne en utilisant l’énergie fournie par la pression mécanique de celui qui actionne l’interrupteur et génère le peu de courant nécessaire pour envoyer l'information à la centrale. 

## Une norme internationale
La Commission électrotechnique internationale (CEI) a ratifié en avril 2012 la norme ISO/CEI 14543-3-10 pour les applications radio ultra basse consommation notamment grâce à l'alliance EnOcean,. Il s’agit d'une norme radio également optimisée pour les solutions à récolte d'énergie (Energy Harvesting).